# 奇邦博

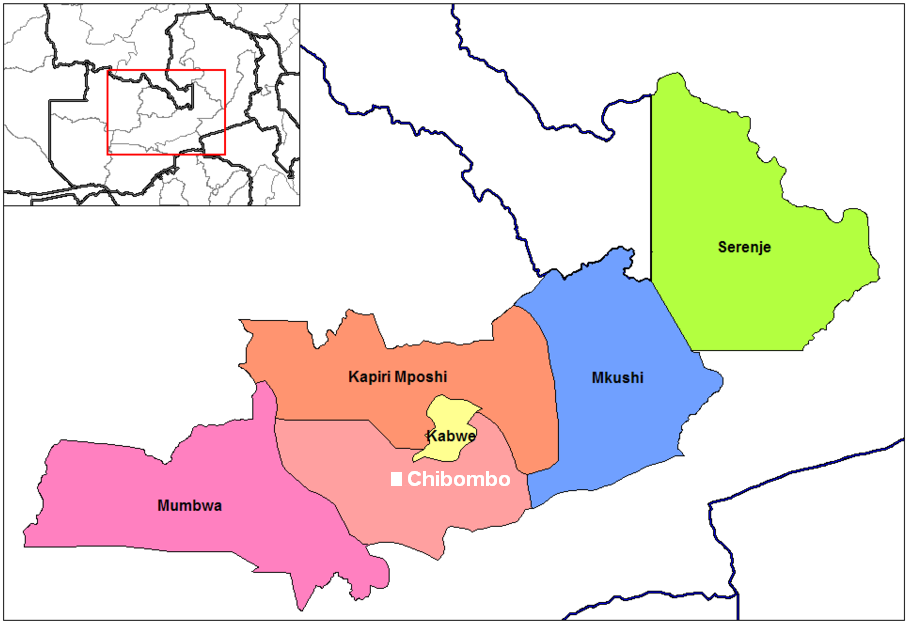
奇邦博在奇邦博县的位置

奇邦博（Chibombo）是赞比亚中央省的一座城镇，奇邦博县的行政中心。城镇靠近卢坎加沼泽，通过大北路与卡布韦相连接，两地相距大约45千米。